# Agrarian Justice

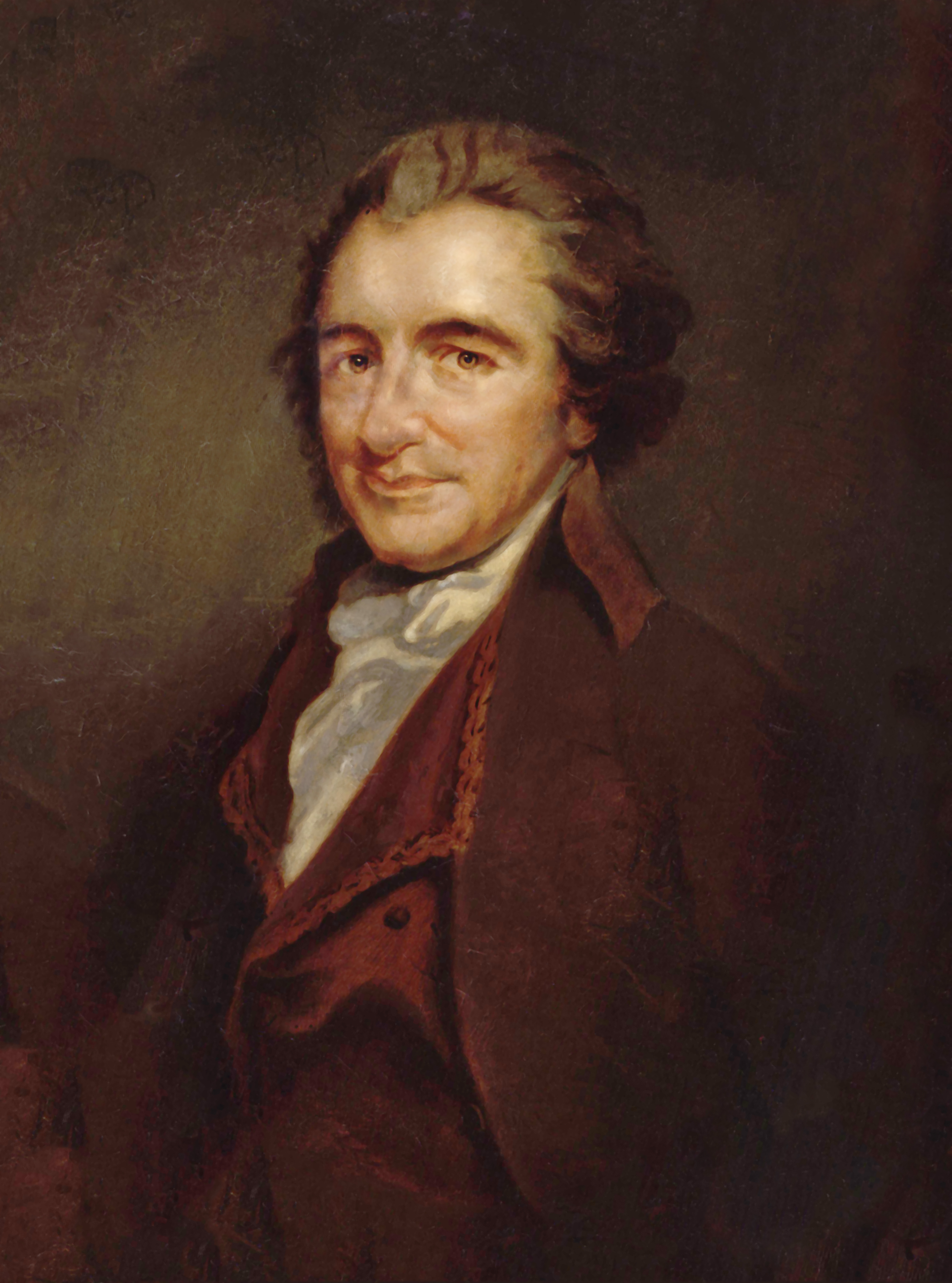
Thomas Paine in 1792.

Agrarian Justice is een door Thomas Paine geschreven en in 1797 gepubliceerde pamflet, waarin hij stelde dat personen die bewerkte landbouwgrond bezatten aan de gemeenschap een grondhuur verschuldigd waren, wat volgens Paine een erfbelasting rechtvaardigde, door middel van dewelke de pensioenen voor ouderen en mensen met een lichamelijke beperking, alsook een vast bedrag, dat aan alle personen, eens ze de volwassen leeftijd hadden bereikt, werd uitbetaald, moesten worden gefinancierd.
De tekst werd in de winter van 1795-1796 geschreven, maar pas een jaar later uitgebracht, omdat Paine niet zeker was of hij moest wachten op het einde van de toen woedende oorlog met Frankrijk. Maar toen hij een preek door de toenmalige bisschop van Llandaff, Richard Watson, had aanhoord waarin de "wijsheid van God in de indeling in arm en rijk" werd besproken, voelde hij zich gedreven over te gaan tot de publicatie van dit pamflet. Hij wilde aantonen dat "arm" en "rijk" willekeurige indelingen waren en niet door God gegeven verschillen. Hij ging zelfs nog verder: "Armoede … is een ding gecreëerd door dat wat beschaafd leven wordt genoemd. Het bestaat niet in de natuurlijke staat." Hij zag evenwel ook de nadelen van de (door hem aangenomen) natuurlijke staat van de mens: "Aan de andere kant, is de natuurlijke staat zonder die voordelen die voortvloeien uit landbouw, kunsten, wetenschap en manufacturen."

## Analyse en kritiek
Volgens Paine had het beschavingsproces, of het nu noodzakelijk was of niet, tot een ongelijke verdeling van niet alleen de rijkdom, maar ook van het welzijn van de mensen geleid; maar toch kon niemand in een beschaafd systeem weer naar de natuurlijke, in het geval van de armen waarschijnlijk positiever, toestand terugkeren. Hij verklaarde dit door te wijzen op het areaal dat een bevolking in een "natuurlijke" en "beschaafde" wereld nodig had. Een door beschaving, wetenschap en kunsten toegenomen cultuur/bevolking zou dan in het geval van een plotse terugkeer naar de natuurlijke staat verhongeren.
Paine betoogde dat de mens in de "natuurlijke" staat samen met de gemeenschap van alle mensen mede-eigenaar van de grond is. Om een beter leven, en de mogelijkheid om meer mensen te voeden te bekomen, moest de grond hetzij bewerkt hetzij gecultiveerd worden. Het ontstaan van grondeigendom voerde hij terug op het feit dat het onmogelijk was om het op de grond uitgevoerd verbeteringswerk (dat het eigendom van de bebouwer was) van de grond zelf (die gemeengoed was) te onderscheiden. Om met de als natuurlijk aangenomen omstandigheid van het gemeenschappelijk eigendom rekening te houden betoogde Paine dat grondbezitters (eigenlijk: grondbebouwers) aan de maatschappij voor de grond waar ze hun verbeteringswerk op hadden uitgevoerd en waardoor ze er profijt van trokken, een huurprijs of pacht ("ground-rent") verschuldigd waren.
Hij probeerde ook aan te tonen dat - historisch gezien - noch jager-verzamelaars noch herders grondbezit kenden; volgens Paine werd individuele grondbezit dan ook niet erkend of aangenomen in het Oude Testament.
Paine noemde de opkomst van de landbouw, dat met de ontwikkeling van het aangenomen individueel grondbezit gepaard ging, zowel de grootste zegen als grootste gesel van de mensheid, omdat het enerzijds zorgde voor een leven vrij van de door de natuur gestelde moeilijkheden en karigheid, maar tegelijkertijd zeer veel mensen van hun (onvoorwaardelijke) bestaansmiddelen beroofde.
Vervolgens betoogde hij dat het niet om een inmenging in welvaart ging, maar om een op het oorspronkelijke of natuurlijke gemeenschappelijk bezit van de grond gebaseerde vorm van gerechtigheid ging – vandaar de titel van het pamflet, "Agrarian Justice" (“Agrarische gerechtigheid”) in plaats van "Agrarian Law" (“Agrarisch recht/wet”).
Hij legde ook uit dat een dergelijk gerechtigheid alleen door middel van echte revoluties in het overheidssysteem (en eventueel ook in de cultuur) mogelijk of denkbaar wordt. Daarom sprak hij ook de in leven zijnde begunstigden van het grondbezit in de eerste plaats vrij van aansprakelijkheid; ze haalden zichzelf pas de schuld voor armoede op de rug, wanneer ze het door hem voorgestelde (of een vergelijkbaar) rechtvaardig systeem niet zouden invoeren.

## Voorgesteld systeem
Met het oog op de privé-verkoop van grond, die in het bezit was van de kroon (of van de maatschappij), stelde Paine een gedetailleerd plan voor de belasting van elke generatie van grondbezitters voor om aan de behoeften van degenen die geen eigen grond bezaten te kunnen tegemoetkomen. Zijn gedachten kunnen als een voorloper van de moderne voorstellen van de burgerdividend of onvoorwaardelijk basisinkomen worden beschouwd.
Deze belasting moet worden geheven bij de overdracht van eigendom van de ene op de andere generatie, dus bij het overlijden van de vorige eigenaar; dit was het geëigende moment, want zo stelde Paine ondubbelzinnig: "de erflater geeft niets: de ontvanger betaalt niets."
Hij betoogde dat er sowieso geen logisch herleidbaar recht (of aansprak) op een erfenis bestond. Het geld moest door een erfbelasting van 10% op een directe en met een hoger percentage op een indirecte (niet naar naaste verwanten gaande) erfenis worden opgebracht. Volgens zijn schattingen zou dit toentertijd in Engeland £ 5.666.666 per jaar opleveren.
Ongeveer twee derde van deze belastinginkomsten moest voor een lijfrente van £ 10 per jaar voor elke persoon ouder dan 50 jaar dienen; Paine ging van deze leeftijd als de gemiddelde levensverwachting uit.
Het merendeel van de resterende belastinginkomsten moest worden aangewend voor een vaste vergoeding van £ 15 aan alle mannen en vrouwen, zodra deze meerderjarig (in die tijd 21 jaar) waren.
Hetgeen dan nog overbleef van deze belastinginkomsten moest ten slotte worden aangewend voor uitkeringen aan de "lammen en blinden".
Op deze bedragen te kunnen plaatsen in hun historische context moet men weten dat het toenmalige weekloon van een landarbeider rond de 9 shillings (1/20 van een pond sterling) lag, wat voor een gezond man die het hele jaar werk had op een jaarloon van ongeveer £ 23 zou neerkomen.

## Filosofische achtergrond
De tekst is gebaseerd op de aanname, dat "de aarde, in haar natuurlijke ongecultiveerde toestand het gemeenschappelijk bezit van het menselijk ras was, en dit steeds zou blijven.”
Het concept van privé-eigendom is noodzakelijk uit de ontwikkeling van de landbouw voortgekomen, omdat het onmogelijk was om de eigendom van de verbetering van een grond van de eigendom van de grond zelf te onderscheiden. In overeenstemming hiermee beschouwde Paine privé-eigendom als een noodwendigheid, terwijl hij tegelijkertijd benadrukte dat in de fundamentele behoeften voor allen door de grondbezitters moet worden voorzien, omdat dezen hun grond aan het oorspronkelijke gemeenschappelijke goed hebben ontnomen. Dit was een zogenaamde "betaling" hiervoor aan diegenen, die geen grond bezaten opdat ze met het systeem van grondbezit instemden.

## Edities
- T. Paine, Common Sense, Londen, 2004 (= 1776, 1795), pp. 79–112. ISBN 0141018909